# Вулиця Северина Наливайка (Тернопіль)
Вулиця Северина Наливайка — вулиця в мікрорайоні «Новий світ» міста Тернополя. Названа на честь українського військового діяча, козацького ватажка Северина Наливайка.

## Відомості
Розпочинається від вулиці Транспортної, пролягає на захід, перетинаючи вулицю Новий Світ до вулиці Білецької, де і закінчується. Ближче до кінця вулиці на північ відгалужується вулиця Березова, з півдня примикає вулиця Броварна. На вулиці розташовані як приватні, так і багатоквартирні будинки.

## Освіта
- Дитячий садок №5 (Северина Наливайка, 2)

## Визначні споруди
- Будинок-вишиванка (Северина Наливайка, 1в)

## Транспорт
Рух по вулиці — двосторонній, дорожнє покриття — асфальт. На вулиці розташовані 2 зупинки громадського транспорту, до яких курсує автобусний маршрут №49.